# Somerville (New Jersey)
Somerville város az USA New Jersey államában. Lakosainak száma 12 346 fő (2020. április 1.).

## Népesség
A település népességének változása:

| 2010 | 12 098 |
| 2020 | 12 346 |